# Speccafrons halophila
Speccafrons halophila är en tvåvingeart som först beskrevs av Oswald Duda 1933.  Speccafrons halophila ingår i släktet Speccafrons, och familjen fritflugor. Arten är reproducerande i Sverige.